# Рэй, Роберт Дольф
Роберт Дольф Рэй (англ. Robert Dolph Ray; 26 сентября 1928, Де-Мойн, Айова — 8 июля 2018, там же) — американский юрист и политик, 38-й губернатор Айовы (1969—1983), председатель Национальной ассоциации губернаторов (1975—1976), и. о. мэра Де-Мойна (1997).

## Биография
Роберт Дольф Рэй родился в Де-Мойне 26 сентября 1928 года, в семье бухгалтера Кларка Рэя (Clark Ray) и его жены Милдред Рэй, урождённой Дольф (Mildred Ray, née Dolph). В 1946 году в Де-Мойне Роберт окончил школу, которая носила имя Теодора Рузвельта. В школьные годы он занимался баскетболом, теннисом и американским футболом. После окончания школы он два года служил в подразделениях армии США, располагавшихся в Японии.
Вернувшись в 1948 году в Де-Мойн, Роберт Дольф Рэй стал учиться в Университете Дрейка. В 1951 году он получил степень бакалавра по бизнесу, а в 1954 году — степень бакалавра права. В 1951 году Рэй женился на Билли Ли Хорнбергер (Billie Lee Hornberger), которую он знал со школьных времён (они встречались с 1945 года). Впоследствии у них было три дочери — Рэнди, Лу Энн и Виктория.
После окончания университета Роберт Дольф Рэй работал клерком в Сенате Айовы, а затем — в юридической фирме Lawyer, Lawyer and Ray, которую он создал вместе с двумя братьями Лойер. С 1960 года Рэй работал в центральном комитете айовского отделения республиканской партии, а в 1963—1967 годах он был председателем республиканской партии в штате.
В 1968 году Рэй был кандидатом от республиканской партии на выборах губернатора Айовы, на которых его соперником был представитель демократической партии Пол Франценбург. Рэй победил, набрав около 54 % голосов. Вступив в должность губернатора штата 16 января 1969 года, после этого он четырежды переизбирался на этот пост (в 1970 и 1972 годах — на двухлетние сроки, а в 1974 и 1978 годах — на четырёхлетние сроки), проработав губернатором Айовы 14 лет — до января 1983 года
. В выборах 1982 года Рэй не участвовал, заранее объявив, что он уходит в отставку с поста губернатора по истечении текущего срока своих полномочий.
За время пребывания Рэя на посту губернатора в Айове были проведены значительные реформы системы 12-летнего школьного образования, финансирование которого было существенно увеличено. Существенные изменения затронули также судебную систему штата и экономические подразделения. В Айове был создан объединённый транспортный департамент. Рэй участвовал в создании совета по энергетической политике и департамента по охране окружающей среды Айовы. Были отменены налоги c продаж для продуктов питания и лекарств. В 1975—1976 годах Рэй был председателем Национальной ассоциации губернаторов.
В конце 1970-х годов Роберт Дольф Рэй принимал активное участие в урегулировании проблемы беженцев, которые прибывали в США из Вьетнама, Камбоджи, Лаоса и Таиланда. Многим из них было разрешено поселиться в Айове, и Рэй помогал им в переселении, поиске работы и обустройстве на новом месте. В 1979 году Рэй был членом делегации США на проходившей в Женеве специальной конференции ООН по проблеме беженцев. В 1983 году по поручению вице-президента США Джорджа Буша-старшего Рэй исполнял обязанности представителя США при ООН.
После ухода с поста губернатора Рэй работал в Сидар-Рапидс, где он был президентом и главным исполнительным директором страховой компании Life Investors, Inc. (ныне — AEGON). В 1989 году он вернулся в Де-Мойн, где ему был предложен пост президента и главного исполнительного директора компании Blue Cross and Blue Shield of Iowa, впоследствии известной под названием Wellmark. Когда в 1997 году по состоянию здоровья был вынужден покинуть свой пост мэр Де-Мойна Артур Дэвис (Arthur Davis), Рэй в течение нескольких месяцев исполнял обязанности мэра своего родного города — до тех пор, пока на внеочередных выборах не был избран новый мэр, Престон Дэниелс.
Роберту Дольфу Рэю были присвоены почётные степени восемнадцати университетов и колледжей, включая степени почётного доктора Айовского университета и Университета штата Айова. В 2000 году газета Des Moines Register признала Рэя «наиболее влиятельным айовцем XX века». В 2005 году Рэй получил высшую награду штата Айова — The Iowa Award, которая была вручена губернатором штата Томом Вилсэком.
Роберт Дольф Рэй скончался 8 июля 2018 года в Де-Мойне в возрасте 89 лет. Похоронен на кладбище Resthaven Cemetery в Уэст-Де-Мойне (Айова).